# 라재웅
라재웅( 6월 17일 ~ )은 대한민국의 배우이다. 1991년 SBS 탤런트 공채 1기로 데뷔하였다.

## 학력
- 충북고등학교
- 청주대학교 예술대학 연극영화학과

## 출연작

### 드라마
- SBS 《유심초》 (1991)
- SBS 《관촌수필》 (1992)
- SBS 《열정시대》 (1993 ~ 1994)
- SBS 《장희빈》 (1995) - 김춘택 역
- SBS 《임꺽정》 (1996)
- SBS 《사랑해 사랑해》 (1998)
- SBS 《7인의 신부》 (1998)
- SBS 《미우나 고우나》 (1998)
- SBS 《토마토》 (1999)
- SBS 《그녀의 선택》 (1999)
- SBS 《달콤한 신부》 (1999)
- SBS 《사랑의 전설》 (2000)
- SBS 《여자만세》 (2000)
- SBS 《여인천하》 (2001) - 정렴 역
- SBS 《이 부부가 사는 법》 (2001)
- SBS 《야인시대》 (2002) - 오 상사 역
- SBS 《왕의여자》 (2003)  - 유희발 역
- SBS 《서동요》 (2005) - 아택걸취 역
- SBS 《연개소문》 (2006) - 왕세적 역
- SBS 《자명고》 (2009) - 타호태 역
- SBS 《자이언트》 (2010) - 만보건설 직원 역
- SBS 《패션왕》 (2012)
- SBS 《너희들은 포위됐다》 (2014) - 심부름센터 사장 역
- KBS 《장사의 신 - 객주 2015》 (2015) - 객주 역
- SBS 《대박》 (2016) - 최석항 역
- SBS 《귓속말》 (2017)
- SBS 《초인가족》 (2017)
- tvN 《화양연화》 (2020) - 박 전무 역
- SBS 《편의점 샛별이》 (2020) - 팽 이사 역

### 영화
- 검은 띠의 후계자 (1976)
- 카운트 (2023) - 동수 부 역

### 그 외
- 채널A 천일야사 (2016)

## 경력
- SBS 탤런트실 실장

## 수상
- 2003년 SBS 연기대상 우정상